# توموکو سوزوکی
توموکو سوزوکی (انگلیسی: Tomoko Suzuki؛ زادهٔ ۲۶ ژانویهٔ ۱۹۸۲) بازیکن فوتبال اهل ژاپن است که در تیم ملی فوتبال زنان ژاپن نیز بازی کرده‌است.